# Dreisbachia slossonae
Dreisbachia slossonae är en stekelart som först beskrevs av Davis 1898.  Dreisbachia slossonae ingår i släktet Dreisbachia och familjen brokparasitsteklar. Inga underarter finns listade i Catalogue of Life.